# Castillo de Miranda del Castañar
El castillo de Miranda del Castañar es una fortificación del actual municipio español de Miranda del Castañar, en la provincia de Salamanca.
El castillo fue construido por Don Pedro de Zúñiga I, conde de Miranda. Su gestión actual está a cargo de la Asociación Patrihum Casmi que la está rehabilitando.

## Descripción
El castillo se encuentra en la localidad salmantina de Miranda del Castañar, en la comunidad autónoma de Castilla y León.
Las ruinas habrían quedado protegidas de forma genérica el 22 de abril de 1949, mediante un decreto publicado el 5 de mayo de ese mismo año en el Boletín Oficial del Estado con la rúbrica del dictador Francisco Franco y del ministro de Educación Nacional José Ibáñez Martín, que sostenía que «Todos los castillos de España, cualquiera que sea su estado de ruina, quedan bajo la protección del Estado». En la actualidad contarían con el estatus de Bien de Interés Cultural.